# Ferdinand Barrot
Pour les articles homonymes, voir Barrot.
 (décembre 2019).
Si vous disposez d'ouvrages ou d'articles de référence ou si vous connaissez des sites web de qualité traitant du thème abordé ici, merci de compléter l'article en donnant les références utiles à sa vérifiabilité et en les liant à la section « Notes et références ».
Ferdinand Victorin Barrot est un homme politique bonapartiste français né à Paris le 10 janvier 1806 et mort dans la même ville le 12 novembre 1883.

## Biographie
Fils de Jean-André Barrot, et donc frère d’Odilon Barrot et d’Adolphe Barrot, Ferdinand Barrot fit des études de droit et devint avocat sous la Restauration. Après la Révolution de 1830, il fut un temps substitut du procureur du roi près le tribunal civil de la Seine, mais renonça à la magistrature après quelques années pour rentrer au barreau. Il plaida alors dans plusieurs procès politiques, notamment pour le colonel Vaudrey, impliqué en 1836 dans la tentative de soulèvement de Strasbourg fomentée par Louis-Napoléon Bonaparte, dont il obtint l'acquittement par le jury (18 janvier 1837). Il plaida également en faveur de l’activiste républicain Armand Barbès (1839).
Il fut élu député par le 3e collège électoral d'Indre-et-Loire (Loches) le 9 juillet 1842 et siégea au centre-gauche. Il devint l’avocat du Trésor et obtint de grandes concessions de terrains en Algérie. Il fut réélu à Loches le 1er août 1846 et s’occupa surtout, à la Chambre, des affaires algériennes. Aussi, quand des députés furent accordés à l’Algérie, il fut élu représentant du peuple par cette colonie le 18 juin 1848 en remplacement d’Alexandre Ledru-Rollin qui avait opté pour la Seine. Après avoir échoué aux élections générales à l’Assemblée législative du 23 mai 1849, il fut élu le 8 juillet 1849 par le département de la Seine dans l’élection partielle rendue nécessaire par l’option de onze représentants pour d’autres départements. Il vota généralement avec la droite : le 18 juin 1848, pour le décret contre les clubs ; le 9 août, avec la gauche, contre le rétablissement du cautionnement des journaux ; le 26 août, pour les poursuites contre Louis Blanc et Caussidière ; le 21 octobre, pour le remplacement militaire ; le 2 novembre, contre l’amendement Pyat sur le droit au travail ; le 30 novembre, pour l’expédition de Rome ; le 27 décembre, contre la suppression de l’impôt du sel ; le 22 janvier 1849, pour le renvoi des accusés du 15 mai devant la Haute Cour ; le 21 mars, pour l’interdiction des clubs ; le 11 mai, contre la demande de mise en accusation du président et de ses ministres : le 23 mai, contre l’ordre du jour sur les affaires d’Italie et de Hongrie.
Lié avec le prince Louis-Napoléon Bonaparte, qu’il avait assisté devant la Chambre des pairs après l’affaire de Boulogne (1840), il s’associa à sa politique et fut nommé secrétaire de la Présidence en 1849, ministre de l’Intérieur le 31 octobre de la même année, et ambassadeur à Turin à sa sortie du ministère en mars 1850. Membre de la commission consultative nommée à la suite du coup d'État du 2 décembre 1851, il fut nommé conseiller d’État puis entra au Sénat du Second Empire le 4 mars 1853 et devint grand référendaire de cette assemblée. Il fut élevé à la dignité de grand-officier de la Légion d'honneur le 12 août 1857.
La chute du Second Empire rendit Ferdinand Barrot à la vie privée. Le 16 mai 1877, il se présenta, avec l’appui du maréchal de Mac-Mahon, dans la circonscription de Courbevoie mais il fut battu par Émile Deschanel. Il visa alors le Sénat où, en vertu de l’accord intervenu entre les trois partis monarchistes pour les élections aux sièges inamovibles, il fut élu à l’un de ceux-ci en remplacement de M. Lanfrey et comme bonapartiste, le 4 décembre 1877.